# Sielsowiet Wołpa
Sielsowiet Wołpa (biał. Воўпаўскі сельсавет, ros. Волповский сельсовет) – sielsowiet na Białorusi, w obwodzie grodzieńskim, w rejonie wołkowyskim, z siedzibą w Wołpie.
Według spisu z 2009 sielsowiet Wołpa zamieszkiwało 1090 osób, w tym 545 Polaków (50,00%), 508 Białorusinów (46,61%), 30 Rosjan (2,75%), 6 Ukraińców (0,55%) i 1 Mołdawianin (0,09%).

## Miejscowości
- agromiasteczko:
  - Wołpa
- wsie:
  - Aleksandrówka
  - Bobry
  - Długopol
  - Hledniewicze
  - Kowale
  - Połówki
  - Tupiczany
  - Zamościany